# Roscoe (nome)
Roscoe  è un nome proprio di persona inglese maschile.

## Origine e diffusione
Si tratta di una ripresa del cognome inglese Roscoe, a sua volta derivante da un toponimo attestato nel Lancashire; etimologicamente, il toponimo è di origine norrena, composto dai termini rá ("capriolo" o "cerva") e skógr ("bosco"), quindi significa "bosco del capriolo", o "bosco della cerva".
Dal nome proprio, per ragioni ignote, è derivato il termine roscoe, che nello slang criminale inglese indica la rivoltella.

## Onomastico
Il nome è adespota, ovvero non è portato da alcun santo. L'onomastico si può festeggiare il 1º novembre, giorno di Ognissanti.

## Persone

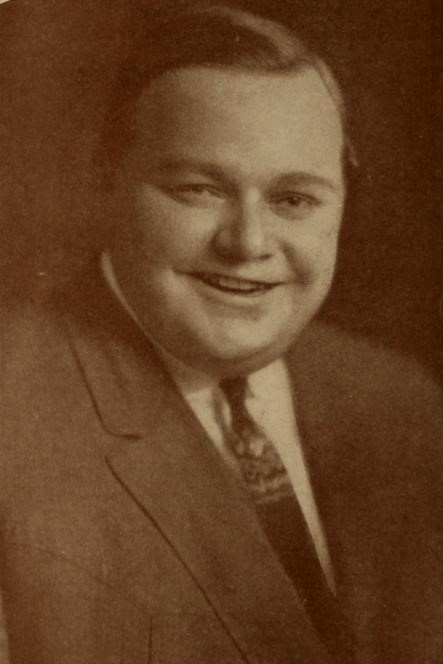
Roscoe Arbuckle

- Roscoe Arbuckle, attore, produttore cinematografico e regista statunitense
- Roscoe Bartlett, politico statunitense
- Roscoe Lee Browne, attore e doppiatore statunitense
- Roscoe Hillenkoetter, ammiraglio statunitense
- Roscoe Lockwood, canottiere statunitense
- Roscoe Mitchell, musicista statunitense
- Roscoe Parrish, giocatore di football americano statunitense
- Roscoe Pondexter, cestista statunitense
- Roscoe Smith, cestista statunitense
- Roscoe Tanner, tennista statunitense

## Il nome nelle arti
- Roscoe è un personaggio del film Disney del 1988 Oliver & Company.
- Roscoe è un personaggio della serie televisiva Mom.
- Roscoe è un abitante presente nel videogioco Animal Crossing.
- Rosco Pervis Coltrane  è un personaggio della serie televisiva Hazzard.
- Roscoe Simons è un personaggio dei fumetti Marvel Comics.